# Gobierno interino de Ramón J. Velásquez
El gobierno interino de Ramón J. Velásquez estuvo comprendido entre 1993 y 1994, cuando fue nombrado por el Congreso Nacional de Venezuela presidente interino, tras el proceso de destitución de Carlos Andrés Pérez y el breve gobierno interino de Octavio Lepage, terminando así los últimos ocho meses del quinquenio de Pérez y el período conocido como puntofijismo. Velásquez fue el último de siete presidentes adecos.
El presidente Velásquez asumió como política central de su gobierno un proyecto de descentralización de la nación, creando el Ministerio de Estado para la Descentralización.
El gobierno interino legisló con una Ley Habilitante. Su política económica incluyó la suspensión de las privatizaciones que estaban siendo llevadas a cabo por el segundo gobierno de CAP y lidió con el inicio de la crisis bancaria de 1994, interviniendo sin éxito el Banco Latino. Su política judicial fue criticada por el escándalo tras el indulto al narcotraficante Larry Tovar Acuña, donde la firma del presidente fue falsificada por su secretaria privada, quien fue condenada posteriormente.
Tras los intentos de golpe de Estado de 1992 contra CAP y bajo un clima de desconfianza, el presidente Velásquez intentó reemplazar al ministro de Defensa Radamés Muñoz y a todos los miembros de la cúpula castrense durante la mayor parte de su presidencia, hasta que se hizo por decisión del recién electo presidente Rafael Caldera en enero de 1994.
Su política exterior estuvo vinculada a los intereses de la integración latinoamericana, llevando a cabo un acuerdo entre los países del Caribe (Caricom) y el G-3.
El presidente Velásquez condecoró con la Orden del Libertador en primera clase a todo su gabinete poco antes de dejar el poder, en 1994.

## Contexto
Después de que la Corte Suprema le pidiera al Congreso destituir al presidente Carlos Andrés Pérez, el entonces presidente del Congreso, Octavio Lepage fue nombrado presidente interino, estando quince días en el cargo y generando disensiones en el Congreso que favorecieron la designación de Ramón J. Velásquez, senador del partido Acción Democrática (AD) por el Estado Táchira.

### Asunción
El 4 de junio de 1993 el Congreso eligió a Velásquez, de 76 años, como presidente constitucional. Los partidos tradicionales Acción Democrática y COPEI decidieron apoyar a Velásquez, aunque sin aportar militantes suyos para integrar el gabinete ministerial, por lo cual quedó integrado por personajes independientes.

## Gabinete
| Gabinete (1993-1994)                           | Gabinete (1993-1994)        | Gabinete (1993-1994) |
| ---------------------------------------------- | --------------------------- | -------------------- |
| Organismo                                      | Autoridad                   | Período              |
| Ministerio de Relaciones Interiores            | Carlos Delgado Chapellín    | 1993–1994            |
| Ministerio de Relaciones Exteriores            | Fernando Ochoa Antich       | 1993–1994            |
| Ministerio de Finanzas                         | Carlos Rafael Silva         | 1993–1994            |
| Ministerio de Defensa                          | Iván Darío Jiménez Sánchez  | 1993                 |
| Ministerio de Defensa                          | Radamés Muñoz León          | 1993                 |
| Ministerio de Defensa                          | Rafael Montero Revette      | 1993–1994            |
| Ministerio de Fomento                          | Gustavo Pérez Mijares       | 1993–1994            |
| Ministerio de Transporte y Comunicaciones      | José Domingo Santander      | 1993–1994            |
| Ministerio de Educación                        | Elizabeth Yabour de Caldera | 1993–1994            |
| Ministerio de Justicia                         | Fermín Mármol León          | 1993–1994            |
| Ministerio de Minas e Hidrocarburos            | Alirio Parra                | 1993–1994            |
| Ministerio de Ambiente                         | Adalberto Gabaldón Azuaje   | 1993–1994            |
| Ministerio de Agricultura                      | Hiram Gaviria               | 1993–1994            |
| Ministerio del Trabajo                         | Luis Horacio Vivas          | 1993–1994            |
| Ministerio de Salud y Asistencia Social        | Pablo Pulido Musche         | 1993–1994            |
| Ministerio de Desarrollo Urbano                | Henry Jattar Senior         | 1993–1994            |
| Ministerio de Familia y Juventud               | Teresa Albánez              | 1993–1994            |
| Secretaría de la Presidencia de la República   | Ramón Espinoza              | 1993–1994            |
| Oficina de Coordinación y Planificación        | Hernán Anzola Jiménez       | 1993–1994            |
| Corporación Venezolana de Guayana              | Francisco Layrisse          | 1993–1994            |
| Ministerio de Estado para la Cultura           | José Antonio Abreu          | 1993–1994            |
| Ministerio de Estado para la Descentralización | Allan Brewer Carías         | 1993–1994            |

## Plan de descentralización
Velásquez asumió como política central de su gobierno un proyecto de descentralización de la nación, para lo cual creó el Fondo Intergubernamental para la Descentralización.
En 1993 Velásquez creó el Ministerio de Estado para la Descentralización. Su ministro, Allan Brewer Carías, declaró al respecto en 2020:

Si una política pública caracterizó el gobierno de Ramón J. Velásquez (...) fue la descentralización política del Estado. Al asumir la presidencia de la República, le dio al tema la primera prioridad, como política nacional de reforma del Estado. El propósito era establecer mecanismos institucionales efectivos, que permitieran hacer posible la participación política, no solo acercando el poder al ciudadano, sino consolidando las instancias estadales y municipales del Poder Público, mediante la transferencia a las mismas, de competencias nacionales. Su conocimiento histórico de la realidad política venezolana y su experiencia como Presidente de la Comisión para la Reforma del Estado (COPRE), lo llevaron a considerar el proceso de descentralización política como la pieza esencial que requería la transformación del Estado para el perfeccionamiento de la democracia. Nunca antes ni después, hasta ahora, un gobierno le ha dado tanto impulso a dicho proceso. Lamentablemente, en los gobiernos subsiguientes, la dinámica del proceso se detuvo.

## Política nacional

### Política legislativa

#### Ley Habilitante

Composición del Senado (1988-1993): de gris el partido Acción Democrática (AD).

Cámara de Diputados (1988-1993).

Velásquez le demandó al Congreso Nacional el otorgamiento de una Ley Habilitante con la que promulgar sus decretos-leyes en el marco de la compleja situación económica y política que se estaba viviendo, la cual fue aprobada y concedida el 23 de agosto de 1993, siendo clave para el accionar gubernamental.

### Política judicial

#### Indulto a Larry Tovar Acuña
En octubre de 1993 el gobierno de Velásquez estuvo vinculado al escándalo político del caso del narcoindulto, en el cual el presidente encargado indultó al narcotraficante encarcelado Larry Tovar Acuña, representante del cartel de Medellín en Venezuela. Según el ministro Allan Brewer Carías, el presidente dijo:

Me han echado una vaina.

Velásquez declaró posteriormente ante la justicia que firmó el documento sin leerlo y fue exculpado en 1995 por dicho asunto, siendo hallada culpable su secretaria privada María Auxiliadora Jara de Tarazona. El tribunal encargado del caso declaró:
«Queda demostrado que Jara se valió de astucia para sorprender la buena fe del presidente, quien otorgó la gracia indebidamente sustanciada, y el error, el engaño, excluyen el pacto corrupto».
Jara fue condenada a tres años de cárcel y a Larry Tovar Acuña, quien había escapado a Colombia, le fue ordenada una orden de extradición.

### Política de defensa
El ministro de Defensa Radamés Muñoz León, en compañía de algunos de sus colaboradores militares y civiles, se trasladó en un avión privado a Washington D. C. e intentó obtener el visto bueno del Departamento de Estado y el de Defensa para deponer el gobierno de transición de Velásquez, impedir las elecciones e instalar un régimen autoritario. Velásquez trató durante la mayor parte de su presidencia de reemplazar a Muñoz y a todos los miembros de la cúpula castrense, hasta que se hizo por decisión del recién electo presidente Rafael Caldera.
Human Rights Watch en un informe mencionó las denuncias de la vinculación de miembros de la policía y las fuerzas armadas al narcotráfico, así como las sospechas de que dinero del narcotráfico estaba ingresando en la campaña presidencial de 1993. En agosto de 1993 fue arrestado el general retirado de la Guardia Nacional Ramón Guillén Dávila y otros oficiales entre los que se encontraba el general de la Guardia Nacional Orlando Hernández Villegas, jefe de la unidad antidrogas y sucesor de Guillén.
El 29 de septiembre de 1993 el ministro declaró haber desmontado un intento de golpe de Estado de extrema izquierda, pero al día siguiente el Ministerio del Interior desmintió sus palabras.

### Política de seguridad
El gobierno lidió con los atentados terroristas ocurridos en Caracas durante 1993, donde se perpetraron varios ataques, entre estos, el de un sobre-bomba que estalló en la Corte Suprema de Justicia (CSJ) el 19 de julio.

### Política económica

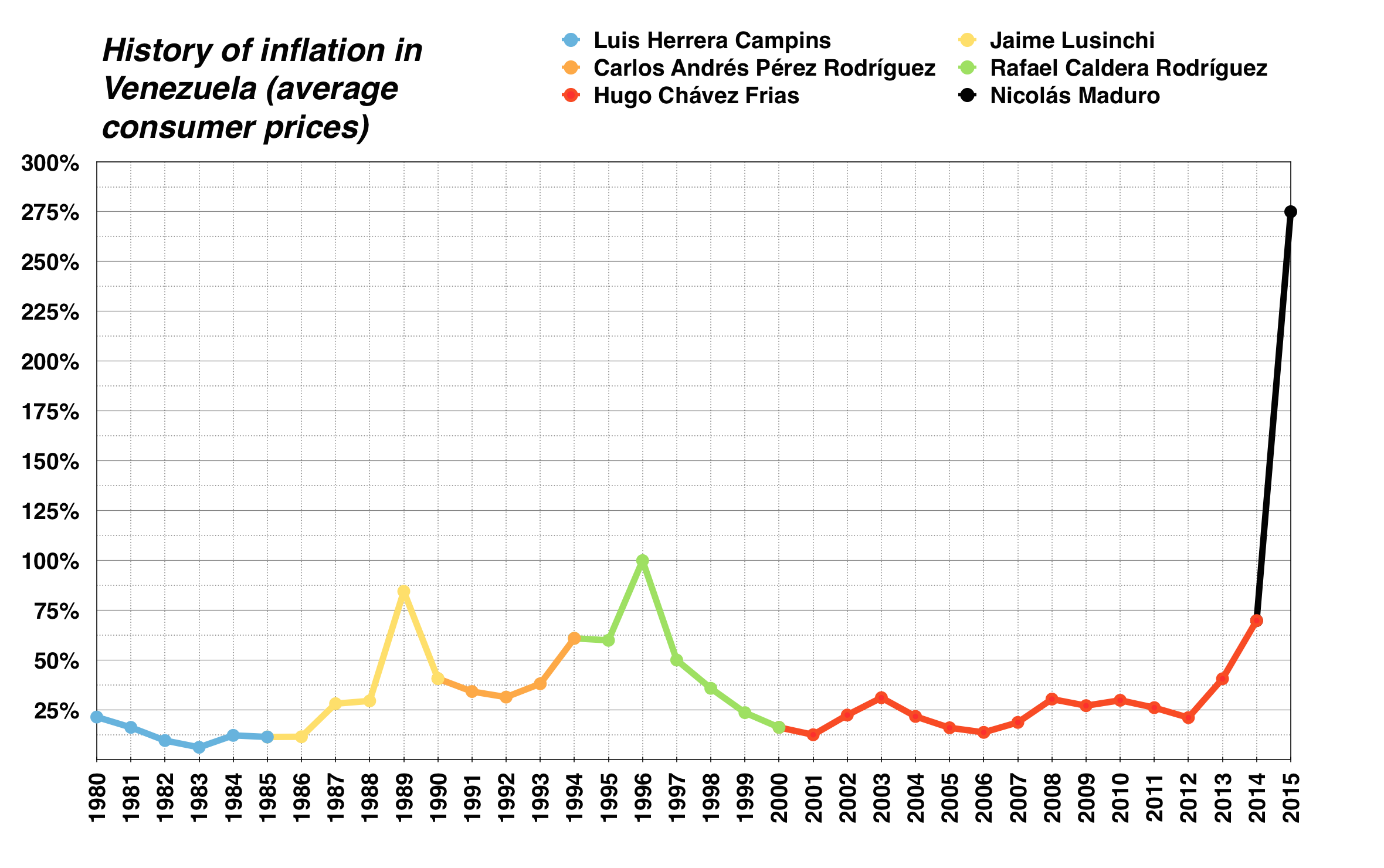
La inflación durante el gobierno interino de Ramón J. Velásquez, el último tramo en color naranja.

Entre sus medidas gubernamentales estuvo la implantación del Impuesto al valor agregado, la reestructuración del impuesto sobre la renta, la Ley de Impuestos a los Activos Empresariales y la Ley de Protección al Consumidor sobre encomienda a los gobernadores y alcaldes respecto a las atribuciones de fiscalización y control de precios.
Después de que el Banco Latino se quedara sin liquidez, uno de los mayores de Venezuela para aquel entonces, el gobierno de Velásquez lo intervino, nombrando una nueva directiva para este, lo que generó pánico y una retirada masiva de capitales de la banca. El Ministerio de la Defensa le había confiado la mayoría de sus fondos al Banco Latino y experimentó problemas para pagar la nómina de sus empleados.
En noviembre de 1993 se suspendió el programa de privatizaciones iniciado por el gobierno anterior, con la intención de que terminara de definirse después de las elecciones de diciembre de ese año. Debido a esto, se congeló la venta de la línea aérea Aeropostal, un autódromo, dos compañías de electricidad, un hotel y un molino azucarero.

### Política en derechos humanos
En 1989 el activista de la organización no gubernamental PROVEA Sergio Rodríguez Yance fue detenido por ser supuestamente uno de los instigadores de los sucesos del Caracazo, siendo visitado por una comisión de Amnistía Internacional mientras estuvo detenido y siendo liberado posteriormente. El 23 de septiembre de 1993 Rodríguez Yance participó en una marcha estudiantil en la que se generaron hechos violentos y represión policial. Rodríguez Yance murió por una herida de un perdigón durante la manifestación, provocando manifestaciones y el rechazo de organizaciones como Amnistía Internacional.

### Política de infraestructura
La tragedia de Las Tejerías de 1993 fue una explosión y posterior incendio ocurridos el 28 de septiembre de 1993 en el kilómetro 57 de la Autopista Regional del Centro a la altura de la población de Las Tejerías en el estado Aragua, distante unos 60 kilómetros de la ciudad de Caracas, Venezuela. La explosión fue causada por la perforación accidental de un gasoducto subterráneo durante los trabajos de instalación de una nueva red de fibra óptica a un costado de la autopista.

## Política exterior
El gobierno de Velásquez estuvo vinculado a los intereses de la integración latinoamericana, participando de las reuniones de la Comunidad Andina y del Grupo de los Tres (G-3), así como en el acuerdo realizado entre los países del Caribe (Caricom) y el G-3.

## Elecciones generales de 1993

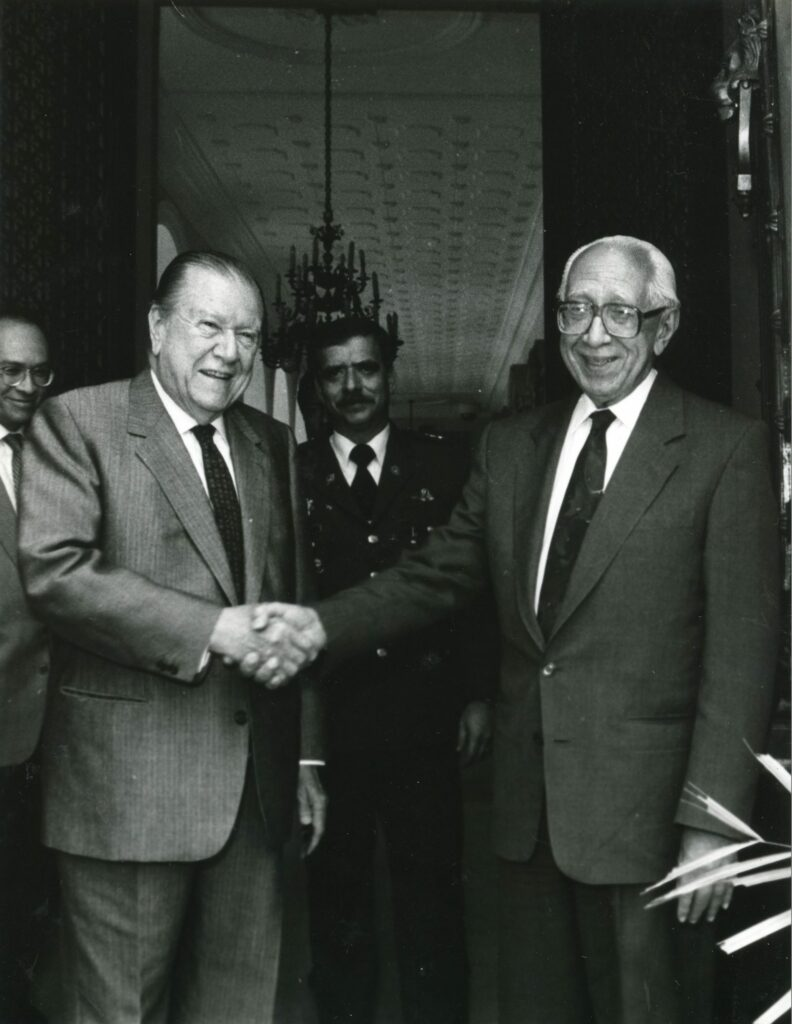
Visita del candidato Rafael Caldera al presidente Ramón J. Velásquez. Palacio de Miraflores, 26 de septiembre de 1993.

### Denuncias de fraude electoral
El presidente interino Ramón J. Velásquez de Acción Democrática (AD) elogió el proceso electoral de 1993; los partidos La Causa Radical, Convergencia y el Movimiento al Socialismo (MAS) denunciaron fraude electoral basándose, en parte, en que los votos y las actas hicieron escala entre las mesas y el CSE pasando por dependencias militares del Fuerte Tiuna. Rafael Caldera se declaró presidente antes de los resultados, basándose en encuestas privadas. En estados como Trujillo y Anzoátegui fueron anulados 110.000 votos aproximadamente, con lo cual los candidatos de AD y Copei lograron su elección. También se hallaron en una escuela de Caracas actas de mesa, sellos del CSE y votos legales, supuestamente depositados en urnas, lo que se denunció ante la juez Mildred Camero.

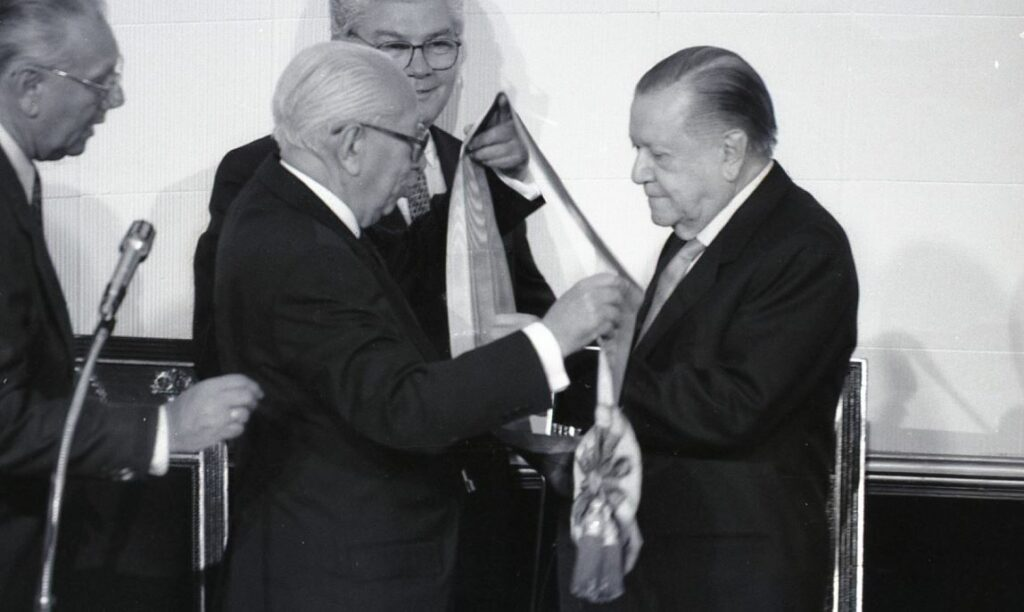
Ramón J. Velásquez entrega la banda presidencial a Rafael Caldera en 1994.

El candidato de La Causa Radical, Andrés Velásquez, obtuvo el 21,95% y presentó denuncias por irregularidades, diciendo que se impidió a funcionarios de su partido presenciar el conteo de votos, mientras que hubo miembros de AD y Copei en todos los centros de mesa. Andrés Caldera, hijo del presidente, también fue a la Fiscalía a denunciar. El 10 de diciembre de 1993 hubo cacerolazos en los barrios populares del norte y el oeste de Caracas.
El fiscal general, Ramón Escovar Salom, pidió inicialmente al Consejo Supremo Electoral (CSE) suspender la proclamación de senadores y diputados. Luis Alfaro Ucero, secretario general de AD, declaró: «El único partido que no ha denunciado fraude es AD, pero tampoco acepta los señalamientos que le hace el partido de Caldera. Es una tontería; si denuncian fraude, que lleven las pruebas a todas las instancias legales».